# Oui FM
Oui FM (estilizado como Oüi FM) es una cadena de radio francesa de temática musical, especializada en rock y géneros alternativos. Fundada en 1987, actualmente pertenece a la sociedad radiofónica Groupe 1981 y está integrada en asociaciones de radios independientes como Les Indés Radios y SIRTI.

## Historia
Oui FM comienza sus emisiones en 1987 en la frecuencia modulada de París con locutores procedentes de Ca bouge dans ma tête, la radio de la asociación SOS Racisme. La nueva emisora estaba centrada en la cultura underground parisina, y bajo el eslogan Le son qui a du sens («El sonido que tiene sentido») ofrecía programas de música independiente con breves espacios culturales.
En 1991, la discográfica PolyGram adquiere Oui FM y la convierte en una emisora musical especializada en rock, con mayor protagonismo de los presentadores en la selección de temas. Los cambios conllevaron una nueva imagen corporativa y un eslogan centrado en la música (Oui rock you). A partir de 1997 la cadena queda en manos de Virgin Group, que mantiene la misma línea editorial. En todo ese tiempo, Oui FM se convierte en el medio que introdujo en Francia a grupos como Nirvana, Coldplay y Muse entre otros.
Oui FM estuvo a punto de cambiar de nombre en septiembre de 2006, cuando Virgin quiso renombrarla «Virgin Radio». La operación llegó a ser aprobada por el Consejo Superior Audiovisual bajo una serie de condiciones. Sin embargo, nunca se produjo porque Virgin llega en 2008 a un acuerdo con Lagardère Active para cederle su marca para el canal de radio y televisión «Europe 2», que pasa a llamarse Virgin Radio y Virgin 17 respectivamente. Tras esta cesión, Virgin vende Oui FM ese mismo año al presentador Arthur, quien mantiene la identidad de la emisora pero promueve cambios para incrementar su audiencia, tales como el reemplazo de programas por bloques musicales, servicio de webradio, y acuerdos con otras radios para tejer una red nacional de emisoras.
El actual propietario de Oui FM desde 2019 es la sociedad radiofónica Groupe 1981, dirigida por Jean-Éric Valli.